# Теракти у Москві
Список терористичних актів, скоєних у Москві.

## За часівСРСР
- У вересні 1967 року був перший теракт у Мавзолеї Леніна. Внаслідок вибуху загинуло кілька людей.
- 1 вересня 1973 року стався теракт у Мавзолеї Леніна. В результаті вибуху загинули 3 людини, включаючи самого терориста, отримали поранення 16 людей, у тому числі четверо школярів.
- 8 січня 1977 року — Серія терактів у Москві[ru]. Один — в метро, два інші — в продовольчих магазинах. Загинули 7 осіб (всі — при першому вибуху в метро), 37 людей були поранені.

## 1990-ті
- 11 червня 1996 року на Серпухівській лінії метро у столиці Росії був здійснений теракт. Загинули 4 особи, 12-х шпиталізували.
- 11 — 12 липня 1996 року стався вибух у тролейбусі в центрі Москви, 5 осіб були поранені. Внаслідок аналогічного нападу наступного дня близько 30 людей були поранені. Напади приписали чеченським повстанцям, які відкинули всі звинувачення.
- 1 січня 1998 року стався вибух на станції метро «Третьяковська», трьох шпиталізували.
- 31 серпня 1999 року стався вибух бомби в гральному залі підземного комплексу на Манежній площі поруч із Кремлем. 29 осіб були поранені. Посадові особи назвали це актом тероризму, не пов'язуючи його з чеченськими бойовиками.
- 9 вересня 1999 року внаслідок сильного вибуху знищено житловий будинок на південному сході Москви, 94 загиблих, понад 200 поранених. Офіційні особи назвали це терористичним актом.
- 13 вересня 1999 року бомба знищує восьмиповерховий будинок у Москві, 118 загиблих, влада каже, що це справа рук чеченських терористів.

## 2000-ні
- 8 серпня 2000 року стався вибух у підземному переході в центрі Москви, 13 загиблих, десятки поранених.
- 5 лютого 2001 року стався вибух бомби незначної потужності на одній із станцій метро, 9 осіб були поранені.
- 19 жовтня 2002 року стався вибух бомби в густонаселеному районі Москви, одна людина загинула, 7 поранені.
- 23 жовтня — 26 жовтня 2002 — Трагедія Норд-Осту. Захоплення заручників в театральному центрі на Дубровці. Унаслідок так званої «антитерористичної операції» спецслужб Росії були застрелені всі 40 терористів, але також смертельно отруєні невідомим газом від 130 до 174 заручників. Поранено було 700 осіб.
- 5 липня 2003 року дві жінки-смертниці підірвали себе під час рок-фестивалю в Тушино, 15 вбитих, 60 поранених.
- 9 грудня 2003 року вибух у центрі Москви, шість убитих. Посадовці звинувачують чеченських жінок-смертниць.
- 6 лютого 2004 року вибух стався між станціями «Автозаводська» і «Павелецька», виникла пожежа. 41 людина загинула, 250 були поранені, близько 700 осіб евакуювали.
- 31 серпня 2004 року на станції метро «Ризька» стався вибух саморобного вибухового пристрою, 10 людей загинули, в тому числі терористка-смертниця.
- 21 серпня 2006 року на одній із територій Черкізовського ринку стався вибух. Внаслідок теракту, організованого шовіністичною організацією «Спас», загинули 14 осіб, у тому числі двоє дітей, було поранено 61 людину.

## 2010-ті
- 29 березня 2010 року сталися два вибухи: на станціях метро «Луб'янка» і «Парк культури», 40 убитих, понад 88 поранених.
- 24 січня 2011 року стався вибух в аеропорту «Домодєдово» — 35 жертв.

## 2020-ті
- 22 березня 2024 року перед концертом рок-групи «Пікнік», стався теракт у «Крокус-Сіті Голлі» біля станції метро М'якініно, у якому загинули близько 150 людей.